# بوغني
بوغني إحدى بلديات دائرة بوغني التابعة لولاية تيزي وزو. 

## أعلام
- نبيل حيماني
- سيدي أمحمد بوقبرين
- حسين نسيب
- فريد علي
- يوسف عطال
- آكلي يحياتن

## مواضيع ذات صلة
- بلديات ولاية تيزي وزو
- دوائر ولاية تيزي وزو